# Trmice (stacja kolejowa)
Trmice – stacja kolejowa w Trmicach, w kraju usteckim, w Czechach. Znajduje się na wysokości 160 m n.p.m.
Jest zarządzana przez Správę železnic. Na stacji nie ma możliwości zakupu biletów, a obsługa podróżnych odbywa się w pociągu.

## Linie kolejowe
- 131 Ústí nad Labem - Úpořiny - Bílina